# ФК Летавертеш ШК '97

ФК Летавертеш ШК '97 (мађ. Létavértes Sport Club '97), је мађарски фудбалски клуб. Седиште клуба је у Летавертешу, Хајду-Бихар, Мађарска. Боје клуба су црвена, црна и бела. Тим се такмичи у НБ III. Своје домаће утакмице играју на стадиону Дебрецени утца.

## Промене имена
Током 1952. године су се ујединили Нађлетаји АМГШК, Нађлетаји Кинижи и Нађлетаји Петефи да  би формирали Нашлетаји ШК −  (Nagylétai ÁMGSK, Nagylétai Kinizsi, Nagylétai Petőfi). Клуб је поново формиран 1997. године. У сезони 1996/97 и 1997/98 клуб је био у жупанијској I дивизији. Тако да се за датум оснивања може узети 1952. година када су се три локална тима спојила, а сваки од њих је имао своју историју и свој датум оснивања а новоосновани клуб није био наследник ниодједног од тих тимова.
- 1952–1970 Нађлетаји ШК − Nagylétai SK
- 1970–1997 Летавертеш ШЕ − Létavértes SE
- 1997– данас Летавертеш ШК '97 − Létavértes SC '97

## Достигнућа
НБ III
- Шампион: 2013/14

На састанку Фудбалског савеза Мађарске 5. септембра 2014. године, донета је одлука да се екипа Летавертес ШК '97 за сезону 2014/15. НБ III. издвоји из такмичења источне групе првенства. Резултати тима су били брисани и екипа је тима стављена на последње место лиге.
Спортска организација Летавертес ШК '97 је у свом захтеву за повлачење навела да не може да испуни услове такмичења током првенствене сезоне, па би радије за сезону 2014/15. остала у НБ III. 